# Lacus Solitudinis
Lacus Solitudinis – lateinisch für See der Einsamkeit – ist ein erstarrter Lavasee auf dem Mond, der von der Entstehung her den größeren Maria gleicht. Die Bezeichnung wurde durch die Internationale Astronomische Union im Jahr 1976 festgelegt.
Die kleine unregelmäßige Meeresfläche hat einen mittleren Durchmesser von 139 Kilometer und liegt am südwestlichen Rand der Mondrückseite bei den selenografischen Koordinaten 27° 48' Süd und 104° 18' Ost. Die dunkelgraue Formation befindet sich noch außerhalb des durch die Libration zeitweise von der Erde aus einsehbaren Randbereichs, zwischen den Kratern Titius im Westen und Scaliger im Osten.